# Echeveria laui

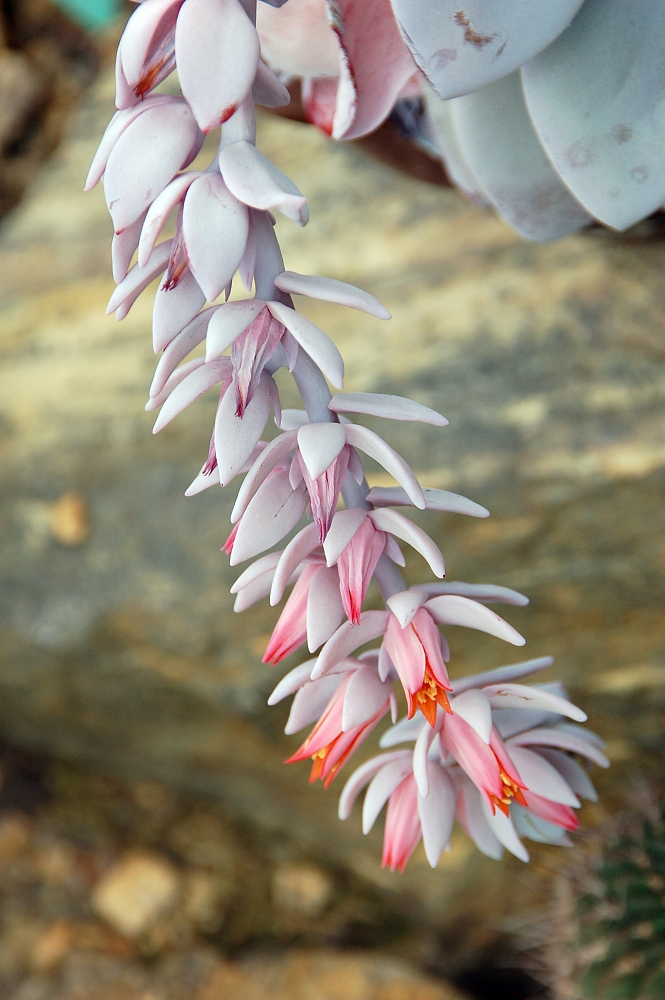
Inflorescencia

La roseta (Echeveria laui) es una especie de planta suculenta de la familia de las crasuláceas.

## Descripción
Es una planta carnosa acaule en forma de roseta de hasta 30 cm de diámetro. Las hojas son redondeadas, rojizas o verde oscuras, cubiertas por una pruina protectora que le confiere un aspecto azul-grisáceo, casi blanco. Emite una inflorescencia de hasta 10 cm de longitud, de febrero a abril, con 9 a 17 flores de color rojo o rojizo de aspecto rosado, debido a la capa pruinosa que las recubre.

## Distribución y hábitat
Echeveria laui es nativa de la Reserva de la biosfera Tehuacán-Cuicatlán, en México. Se trata de una especie microendémica, cuya distribución se halla confinada a algunas laderas montañosas con orientación de sombra alrededor del Río Salado, a las afueras de Santiago Quiotepec, Oaxaca.
Según la Norma Oficial Mexicana 059, se trata de una especie en peligro de extinción. Los principales factores de riesgo son la erosión por viento, así como el pastoreo y la extracción de ejemplares para su venta.

## Cultivo
Como muchas especies de su familia, Echeveria laui es popular en la jardinería. Se reproduce con facilidad mediante semillas, aunque su reproducción mediante hojas también es posible. Se recomienda que sea regada por debajo, con el fin de que el agua o rocío no toque las hojas y dañe la cera que las recubre.

## Taxonomía
Echeveria laui fue descrita en 1976 por Reid Moran y Jorge Meyrán en Cactáceas y Suculentas Mexicanas 21: 59.
Etimología
Ver: Echeveria
laui: epíteto dado en honor del explorador alemán Alfred Lau (1928-2007), quien la descubrió a principios de los años 70.